# 柳德米拉·日夫科娃
柳德米拉·托多罗娃·日夫科娃（1942年7月26日—1981年7月21日）是保加利亚共产党中央总书记托多尔·日夫科夫的女儿。她是親西方人士，在她的政策推動之下使保加利亞的社會風氣與文化逐漸變得開放。

## 生平
1942年，出生。
1965年，毕业于索非亚大学历史系。
1970年，毕业于莫斯科国立大学。
1971年，任文化和艺术委员会副主席。
1975年，任文化和艺术委员会主席。
1981年，离奇死亡，年仅38岁。

## 死亡
她在38歲時因脑肿瘤而死亡。有傳聞指出她是被反對派人士謀殺，很可能是反對者對於她在位時所取得的相關利益而感到不滿，但是這個傳聞未經證實。當時的領導人托多尔·日夫科夫為她舉辦了公開的大型葬禮。